# 盛天俊
盛天俊（Jordan Sen，1991年4月9日—），马来西亚男演员，艺人。为2011年Astro新秀大賽入围者。2017年出演八度空间电视剧《逆光成长》男主角，这也是盛天俊第一部主演的电视剧。2018年饥饿30爱心艺人。

## 个人生活
2017年，盛天俊与陈子颖因伙拍《逆光成长》传出戏假情真，直到同年12月，两人公开承认恋情。2020年8月，盛天俊与陈子颖宣布分手。

## 影视作品

### 电视电影
| 年份   | 剧名                       | 角色   | 备注           |
| ------ | -------------------------- | ------ | -------------- |
| 2019年 | 春天花啦花啦啦！(电视电影) | 陈常乐 | 四大男主角之一 |

### 电影
| 年份   | 剧名  | 角色 | 性质 |
| 2011年 | 阿炳3 |      | 客串 |

### 电视剧
| 年份   | 剧名                       | 角色                | 性质           |
| 2014年 | 单恋双城                   |                     | 客串           |
| 2017年 | 逆光成長                   | 馮勇浩              | 第一男主角     |
| 2018年 | 春天花啦啦                 | 陈常乐              | 四大男主角一   |
| 2018年 | 我的非一般岳母             | 黎偉翔/黎偉吉       | 单元男主角     |
| 2019年 | 春天花啦花啦啦！(电视电影) | 陈常乐              | 四大男主角之一 |
| 2019年 | 守百年之约                 | 钟文安              | 第一男主角     |
| 2019年 | 开餐吧！吃货小妹           | 馮子明              | 第一男主角     |
| 2019年 | 逆行者                     | 姚智勇              | 客串           |
| 2020年 | 花式告白食分               | 冯子明              | 第一男主角     |
| 2020年 | 春天花花花啦啦！           | 陈常乐/(年轻)陈鸿运 | 两大男主角之一 |
| 2021年 | 爱的约定                   | 周择武/钟文安       | 第一男主角     |
| 2022年 | 恭喜发财                   | 黄金发（年轻）      | 第二男主角     |
| 2022年 | 三个千金一女婿             | Eddy                | 第一男主角     |
| 2023年 | 患者                       | Jasper              | 友情客串       |
| 2023年 | 当世无英雄                 | 伊臣                | 第二男主角     |
| 2023年 | 诈骗女皇                   | 王志明              | 第二男主角     |
| 2024年 | 抛柑联盟                   | 王毅波（小波）      | 第一男主角     |

## 电视综艺节目
- 2011年《背包Go Cuti》
- 2015年《[把爱圈起来]》
- 2017年《[WebTVAsia]》
- 2018年《新春猎食旺得福》
- 2018年《看见你的声音 第二季》
- 2019年《Durian, Kaya, Teh Tarik》
- 2022年《了不起的Z世代 第三季》

## 翻唱作品
- 2015年 BIGBANG - Loser （与Danny许佳麟）
- 2015年 BIGBANG - If You （与Danny许佳麟）
- 2016年 CHEN X Punch - Everytime （与吴宗翰）
- 2017年 Crush - Fall
- 2017年 Baekhyun - Take You Home
- 2017年 Taeyeon - 11:11
- 2017年 IU - Through The Night
- 2017年 Crush - Fall
- 2017年 Baekhyun - Take You Home
- 2017年 周兴哲 - 永不失联的爱
- 2017年 卢广仲 - 鱼仔

## 其他
- 2013年 特别演出 Stephanie刘佩芯《小小的爱》MV